# اچ‌اس‌سی اکسپرس
اچ‌اس‌سی اکسپرس (به انگلیسی: HSC Express) یک کشتی است که طول آن ۹۱ متر (۲۹۹ فوت) می‌باشد. این کشتی در سال ۱۹۹۸ ساخته شد.